# Saint-Loyer-des-Champs
Saint-Loyer-des-Champs est une ancienne commune française, située dans le département de l'Orne en région Normandie, devenue le 1er janvier 2015 une commune déléguée au sein de la commune nouvelle de Boischampré.
Elle est peuplée de 367 habitants.

## Géographie
| Argentan                                                 | Juvigny-sur-Orne                    | Aunou-le-Faucon                   |
| Argentan                                                 | Saint-Loyer-des-Champs              | Aunou-le-Faucon, Boissei-la-Lande |
| Saint-Christophe-le-Jajolet (comm. nouv. de Boischampré) | Marcei (comm. nouv. de Boischampré) | Boissei-la-Lande                  |

## Toponymie
La paroisse est dédiée à Loyer (ou Lothaire), évêque de Sées au VIIIe siècle.
Le gentilé est Lotharingiens.

## Histoire
Le 1er janvier 2015, Saint-Loyer-des-Champs intègre avec trois autres communes la commune de Boischampré créée sous le régime juridique des communes nouvelles instauré par la loi no 2010-1563 du 16 décembre 2010 de réforme des collectivités territoriales. Les communes de Marcei, Saint-Christophe-le-Jajolet, Saint-Loyer-des-Champs et Vrigny deviennent des communes déléguées et Saint-Christophe-le-Jajolet est le chef-lieu de la commune nouvelle.

## Politique et administration
| Période                                  | Période       | Identité             | Étiquette | Qualité    |
| ---------------------------------------- | ------------- | -------------------- | --------- | ---------- |
| 1988                                     | décembre 2014 | Jean-Jacques Lafosse | SE        | Commerçant |
| Les données manquantes sont à compléter. |               |                      |           |            |

Le conseil municipal était composé de onze membres dont le maire et trois adjoints. Ces conseillers intègrent au complet le conseil municipal de Boischampré le 1er janvier 2015 jusqu'en 2020 et Jean-Jacques Lafosse devient maire délégué.

## Démographie
En 2021, la commune comptait 367 habitants. Depuis 2004, les enquêtes de recensement dans les communes de moins de 10 000 habitants ont lieu tous les cinq ans (en 2004, 2009, 2014, etc. pour Saint-Loyer-des-Champs) et les chiffres de population municipale légale des autres années sont des estimations.
Saint-Loyer-des-Champs a compté jusqu'à 424 habitants en 1806.
| 1793 | 1800 | 1806 | 1821 | 1836 | 1841 | 1846 | 1851 | 1856 |
| ---- | ---- | ---- | ---- | ---- | ---- | ---- | ---- | ---- |
| 419  | 385  | 424  | 393  | 383  | 347  | 352  | 338  | 329  |

| 1861 | 1866 | 1872 | 1876 | 1881 | 1886 | 1891 | 1896 | 1901 |
| ---- | ---- | ---- | ---- | ---- | ---- | ---- | ---- | ---- |
| 302  | 286  | 277  | 272  | 263  | 297  | 235  | 235  | 218  |

| 1906 | 1911 | 1921 | 1926 | 1931 | 1936 | 1946 | 1954 | 1962 |
| ---- | ---- | ---- | ---- | ---- | ---- | ---- | ---- | ---- |
| 206  | 202  | 218  | 243  | 213  | 202  | 228  | 242  | 226  |

| 1968 | 1975 | 1982 | 1990 | 1999 | 2004 | 2009 | 2014 | 2019 |
| ---- | ---- | ---- | ---- | ---- | ---- | ---- | ---- | ---- |
| 206  | 192  | 224  | 361  | 349  | 367  | 401  | 387  | 369  |

## Lieux et monuments
- Moulin de Tercey, inscrit au titre des Monuments historiques depuis le 1er juin 1995[10].
- Église remaniée en 1700, en partie des XIVe et XVIe siècles. Elle abrite un maitre-autel et un autel latéral du XVIIIe siècle et le tombeau de saint Loyer du XIIIe siècle classés à titre d'objets aux Monuments historiques[11].
- Chapelle Saint-Loyer dans le cimetière.
- Château de Tercey, du XVIIIe siècle.

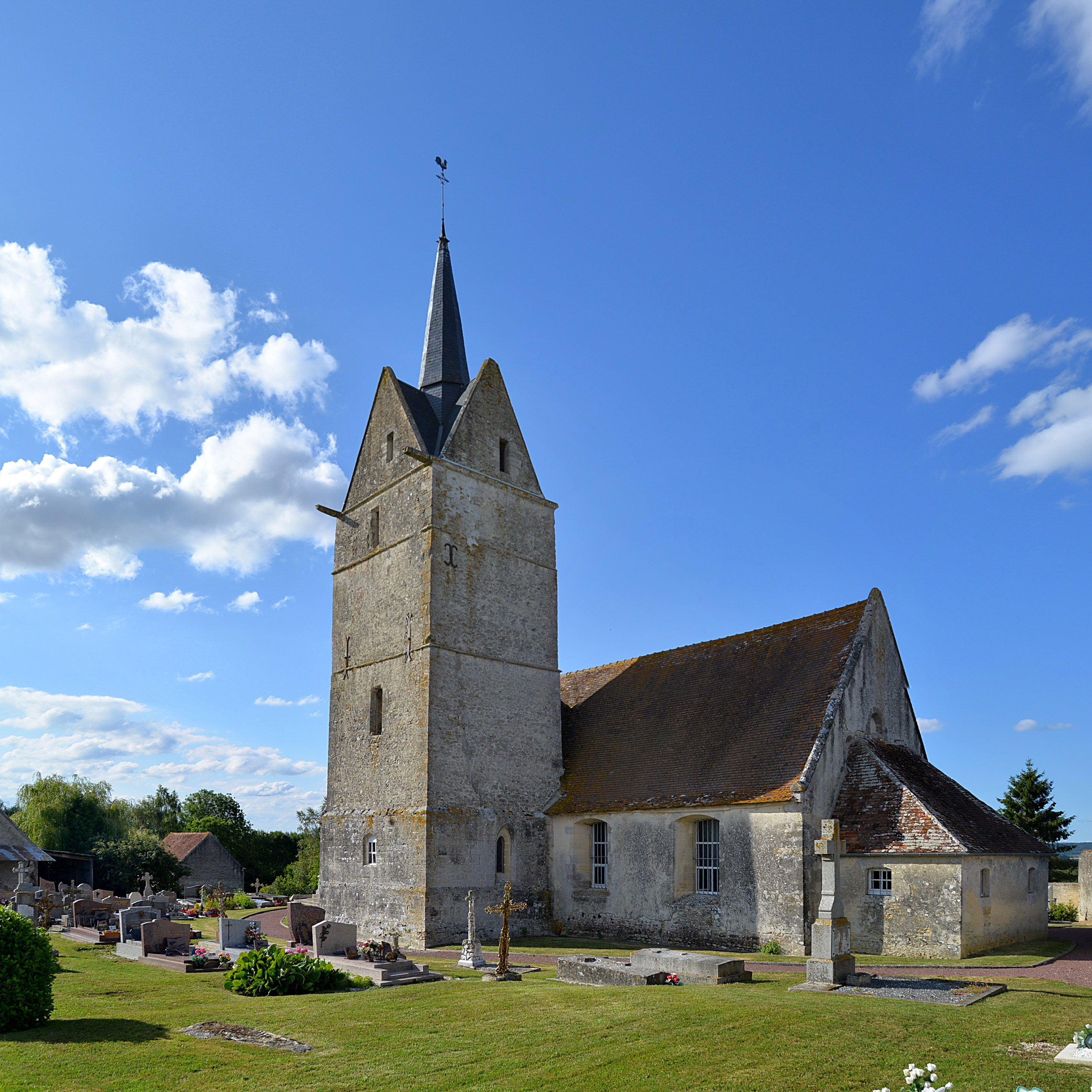
L’église Saint-Loyer.
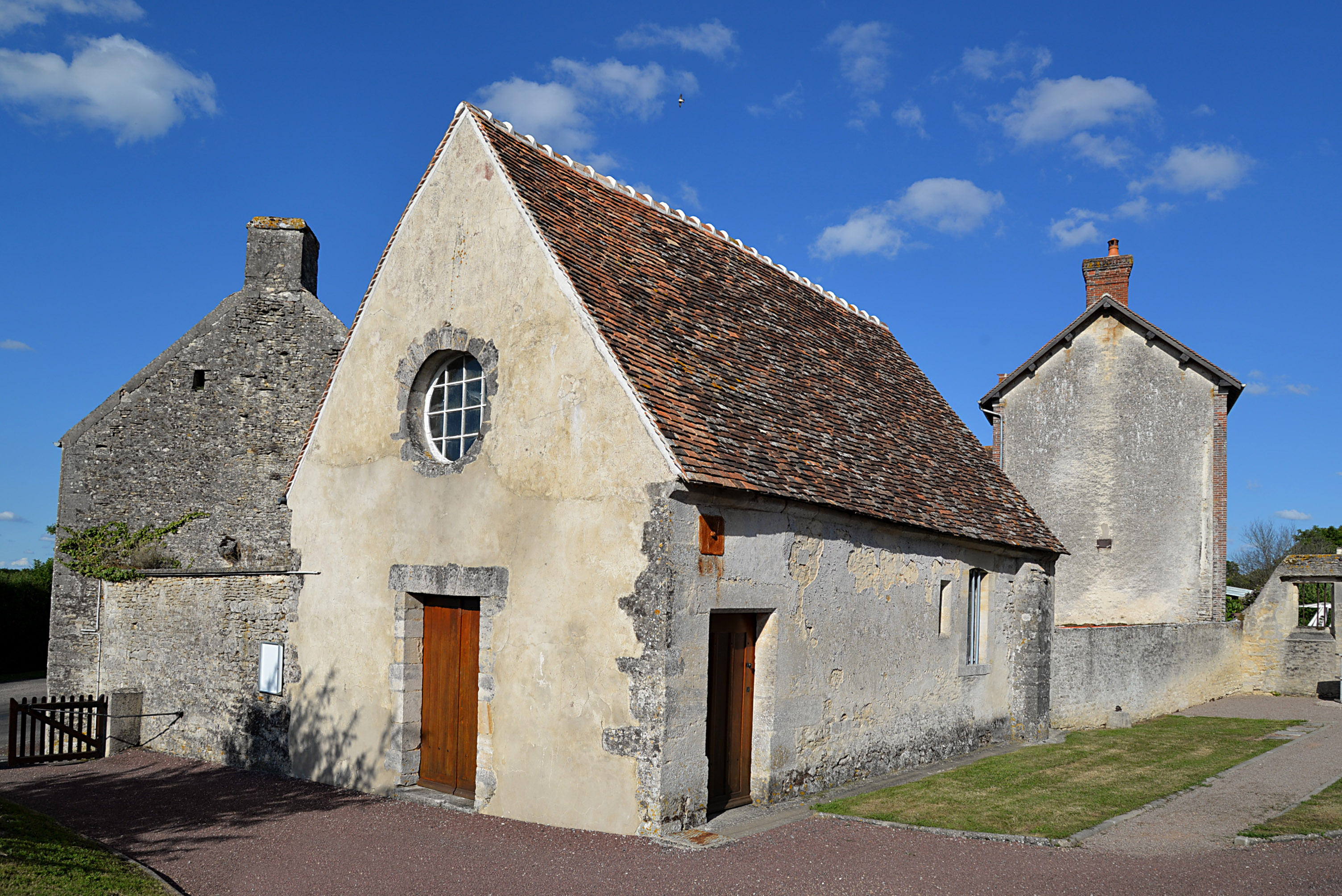
La chapelle Saint-Loyer.

## Activité et manifestations

### Personnalités liées à la commune
- Yvette Godet, victime d'un homicide volontaire avec préméditation en 1968, jugé avec retentissement aux Assises de l'Orne.